# Piz Buin
Piz Buin är en bergstopp på gränsen mellan Österrike och Schweiz.   Den ligger i distriktet Bludenz och förbundslandet Vorarlberg, i den västra delen av landet, 500 km väster om huvudstaden Wien. Toppen på Piz Buin är 3 312 meter över havet, eller 553 meter över den omgivande terrängen. Bredden vid basen är 6,6 km.
Terrängen runt Piz Buin är bergig åt nordost, men åt sydväst är den kuperad. Runt Piz Buin är det mycket glesbefolkat, med 5 invånare per kvadratkilometer.. Närmaste större samhälle är Gaschurn, 16,8 km norr om Piz Buin. 
Trakten runt Piz Buin består i huvudsak av gräsmarker.